# Estela Rivas
Estela Rivas (* 3. Juni 1988 in Gaspar Hernández, Dominikanische Republik) ist ein dominikanisches Model.

## Leben
Rivas kam als erste Tochter eines Halbamerikaners und einer dominikanischen Sängerin zur Welt. Da ihr Vater als Sport-Journalist und TV-Moderator unter anderem in der Dominikanischen Republik tätig  war, kam sie bereits im Kindesalter viel um die Welt. 
So wuchs sie unter anderem in der Dominikanischen Republik, Kanada und in  Deutschland auf; später lebte sie eine Zeit lang in den USA.  Später bezog die Familie in Deutschland einen festen Wohnsitz.
Estela Rivas begann 2004 mit dem Modeln. 
| Personendaten    | Personendaten                                                       |
| ---------------- | ------------------------------------------------------------------- |
| NAME             | Rivas, Estela                                                       |
| KURZBESCHREIBUNG | dominikanisches Model                                               |
| GEBURTSDATUM     | 3. Juni 1988                                                        |
| GEBURTSORT       | Gaspar Hernández (Dominikanische Republik), Dominikanische Republik |